# Cpf1
En la biología molecular, Centromere y Promoter Factor 1 (en inglés), o Cpf1, es una única endonucleasa de ARN guiado que le falta un pequeño ARN transcodificado, un tracrRNA, y que utiliza un motivo adyacente de protoespaciador ricos en T de 2-6 par de bases de secuencia de ADN inmediatamente después de la secuencia de ADN dirigida por la nucleasa Cas9 en el sistema bacteriano adaptativo inmune CRISPR, 
también conocido como PAM. 
Reconoce un PAM rico en T, TTTN, pero en el lado 5 'de la guía. Cpf1 escinde el ADN a través de una ruptura de doble cadena de ADN escalonado.
Actualmente esta enzima recibe el nombre de Cas12a.

## Edición del genoma
De las 16 proteínas de la familia Cpf1, los científicos identificaron dos enzimas candidatas de Acidaminococcus y Lachnospiraceae, con una eficiente actividad de edición del genoma en células humanas. Cpf1 se introdujo con características que SpCas9 falta. Cpf1 requiere de sólo ARN corto de 42 nt de CRISPR  (crARN) para encontrar su objetivo, en lugar del ARN guía de ~ 100 nt del SpCas9, y reconoce un motivo adyacente de protoespaciador (PAM) que es 5' en lugar de 3' del sitio de objetivo. 

### Edición del genoma deDrosophila melanogaster
La mosca de la fruta, Drosophila melanogaster, ha sido objeto de multitud de estudios genéticos para el análisis de la función de una gran diversidad de genes. En un principio, su genoma era alterado en estudios de pérdida de función mediante mutágenos que producían cambios en su secuencia de ADN sin un control experimental estricto. Posteriormente, se desarrollaron métodos más específicos mediante el empleo de ARN interferente (RNAi) en combinación con el sistema GAL4-UAS, que permite una edición tejido específica. Por último, el mayor descubrimiento en este ámbito fue el del sistema CRISPR que, junto a la nucleasa Cas9, supuso una revolución en la edición génica tanto in vitro como in vivo, por tratarse de una técnica sencilla, específica y asequible a nivel experimental.
Con el continuo avance de las técnicas de edición génica, se propuso el uso de otras nucleasas con funciones complementarias que permitieran abordar las limitaciones que Cas9 fue planteando. Así, surgió el uso de Cas12a en la edición del genoma de D. melanogaster a partir de la extraída de la bacteria Acidaminococcus (AsCas12a). Sin embargo, esta nucleasa presenta tasas de edición muy bajas en comparación con Cas9, ya que su temperatura óptima se encuentra por encima de los 30 °C (como posteriormente se descubrió en su uso en vertebrados). Posteriormente, se procedió a la utilización de una variante presente en Lachnospiraceae bacterium (LbCas12a) demostrando mejores tasas de edición a temperaturas más bajas, cercanas a las de D. melanogaster. Además, presenta una característica adicional al ser termosensible, mostrando diferencias en su actividad ante ligeras variaciones térmicas. Esta característica aporta una nueva variable a controlar que permite diversificar los posibles objetivos experimentales.

#### Mutación Cas12aD156R
```
Una mutación puntual encontrada en la variante LbCas12a 
D156R
, que representa la sustitución del aminoácido ácido aspártico por arginina en la posición 156 de la proteína, demostró un aumento en la eficiencia de corte en el modelo vegetal 
Arabidopsis thaliana
, similar al que después se corroboró en 
D. melanogaster
. Esta mutación muestra una eficiencia en la tasa de edición génica próxima a la observada en Cas9.
[
5
]
```

## Cas9 vs Cas12a (Cpf1)
| Función            | Cas9                                                                        | Cas12a (Cpf1)                                          |
| ------------------ | --------------------------------------------------------------------------- | ------------------------------------------------------ |
| Estructura         | Dos ARN requeridos (O 1 transcripción de fusión (crRNA + tracrRNA = sgRNA)) | Se necesita un ARN (crRNA)                             |
| Mecanismo de corte | Cortes extremos romos                                                       | Cortes extremos escalonados                            |
| Sitios de corte    | Proximal al sitio de reconocimiento                                         | Distal del sitio de reconocimiento                     |
| Sitios objetivo    | PAM Rico en G ("NGG")                                                       | PAM Rico en T ("TTTV")                                 |
| Tamaño de deleción | ~ 1-10 pares de bases                                                       | ~ 10-15 pares de bases                                 |
| Actividad nucleasa | ADNasa                                                                      | ADNasa + ARNasa                                        |
| Tipo de célula     | Células de crecimiento rápido, incluidas las células cancerosas             | Células no divisorias, incluidas las células nerviosas |

La actividad adicional ARNasa, junto con el pequeño tamaño de las secuencias crRNA, permite una mayor facilidad a la hora de realizar edición de genes en multiplex. Además, Cas12a presenta una deleción de mayor tamaño, asociado a una mayor mutagenicidad.

### Sistema GAL4-UAS
Una de las ventajas de la nucleasa Cas12a (LbCas12a) es su adaptación a la edición tejido-específica mediante el sistema Gal4-UAS, para el que Cas9 presenta algunos inconvenientes:
| Función       | Cas9                                                                | Cas12a                                   |
| ------------- | ------------------------------------------------------------------- | ---------------------------------------- |
| Toxicidad     | Altas concentraciones tóxicas (apoptosis y malformación del tejido) | Bien tolerada en varios tejidos          |
| Especificidad | Cortes fuera del tejido diana                                       | Cortes exclusivamente en el tejido diana |

A su vez, junto con estas características, Cas12a presenta una alta efectividad en la inactivación génica tejido-específica.